# Contea di Leibo
La contea di Leibo (雷波县S) è una contea della Cina, situata nella provincia di Sichuan e amministrata dalla prefettura autonoma Yi di Liangshan.